# Driving Markets
Market-Driven und Driving Markets sind zwei Sichtweisen der Marktorientierung.
Bei Market-Driven passt sich das Unternehmen an sich verändernde Kundenbedürfnisse, Umwelt- und Marktbedingungen an. Es wird also auf Kundenbedürfnisse aus bestehenden Märkten reagiert. Man spricht hier auch davon, dass Unternehmen die Stimme des Marktes hören. Folglich werden bei diesem Ansatz Produkte und Leistungen am Markt platziert, die vorhandene Kundenbedürfnisse treffen und/oder als eine Reaktion auf die Aktivität des Wettbewerbs verstanden werden können. In der Regel weisen diese Produkte und Leistungen einen geringen Neuheitsgrad auf.
Driving Markets ist das Pendant dazu. Es ist noch ein sehr junger Forschungsansatz. Hier werden Strategien und Aktivitäten realisiert, die auf eine proaktive Veränderung der Kundenbedürfnisse beziehungsweise des Kundenverhaltens und/oder der Marktstruktur abzielen. Kurz, die Struktur des Marktes und des Kundenverhaltens wird beeinflusst. Ziel ist es, die Spielregeln zum eigenen Vorteil zu verändern. Primäres Mittel zur Erreichung dieses Ziels sind radikale Innovationen auf Produkt-, Prozess-, Marketing- oder Geschäftsebene. Typische Beispiele für Market Driving Unternehmen sind Starbucks, Puma AG und IKEA.